# RLLMUK
RLLMUK é um fórum de discussão da internet fundado em 2003 por Rob Purnell. Contém principalmente discussões sobre videogame, embora muitos outros tópicos de discussão tenham se desenvolvido ao longo dos anos.
O site é considerado "um dos maiores e mais variados fóruns de videogames" e tem foco no Reino Unido e na Europa em suas postagens.

## Estrutura
O fórum é executado no software Invision Power Board. Embora o foco principal do fórum sempre tenha sido o videogame e haja mais de 3 milhões de postagens sobre esse tópico, ele também inclui várias pastas para atividades não relacionadas a jogos, incluindo cinema e TV, música, esporte, artes criativas, saúde/ fitness, trading e uma animada seção off-topic para membros. Como é típico dos fóruns de discussão na Internet, há uma série de piadas de longa data e encontros ocasionais.

## Yoñlu
O músico Yoñlu (Vinicius Gageiro Marques) frequentava o RLLMUK sob seu nome artístico e pseudônimo Yoñlu. Ele criou um tópico chamado "Tópico no qual Yoñlu publica algumas de suas músicas", onde recebeu feedback e incentivo de outros usuários, enquanto sugeria sua condição e intenções de cometer suicídio. Em uma ocasião, ele disse "Rápido, alguém diga algo muito legal sobre minhas músicas antes que eu decida me matar". Apesar de receber mensagens de apoio e adiar seus planos como resultado, Marques acabou não postando novamente e surgiu que ele havia cometido suicídio algumas semanas depois.